# Francelino da Silva Matuzalem
Matuzalém Francelino da Silva (Natal, 10 de juny de 1980) és un exfutbolista brasiler, que jugava de migcampista atacant.

## Trajectòria
Comença a destacar amb la seua actuació al Mundial sub-17 celebrat a Egipte el 1997. Brasil va guanyar eixe torneig i el migcampista va marcar tres gols, un d'ells a la final.
El 1999 deixa el Vitória i recala a les files del SSC Napoli, amb qui contribueix a ascendir a la Serie A. Posteriorment milita en altres conjunts d'Itàlia. El 2001 signa amb el co-propietaria de la Piacenza Calcio i de la Parma FC. En aquest perïode també és cedit a la Brescia Calcio.
Al mes de juny de 2004 fitxa pel Shakhtar Donetsk ucraïnès, sent un dels fitxatges més cars de la competició d'aquest país. Al Shakhtar hi destaca, tot arribant a ser capità i jugador és valorat de la temporada 06/07.
L'estiu de 2007 el brasiler decideix unilateralment trencar el seu contracte amb el Shakhtar. El club ucraïnès va demanar una reparació taxada en 25 milions d'euros a satisfer pel jugador o per l'equip al qual recalara, en perjudici d'accions legals. Als pocs dies, anuncia la seua marxa al Reial Saragossa. Una greu lesió el manté apartat dels terrenys de joc entre setembre i març de 2008. En total, juga 14 partits, marca un gol i el Zaragoza baixa a Segona Divisió.
Al novembre del 2007, la Càmera de Resolució de Disputes de la FIFA va ordenar que el Shkahtar havia de rebre 6,8 milions d'euros pel contracte. El club ucraïnès no hi va estar d'acord, i al març del 2008 va apel·lar a la Cort d'Arbitratge Esportiu. Finalment, aquest Tribunal va manar el pagament d'11.858.934 euros al Shakhtar per tancar l'afer

Al mes de juliol del 2008, el migcampista retorna a Itàlia per militar a la SS Lazio en forma de cessió amb opció de compra, clàusula que va fer efectiva l'esquadra romana.

## Palmarès
- Mundial sub-17: 1997
- Campeonato do Nordeste: 1997 i 1999
- Lliga d'Ucraïna: 04/05 i 05/06
- Coppa Italia: 2009
- Supercoppa Italiana: 2009